# 阿富汗伊斯蘭酋長國
阿富汗伊斯蘭酋長國（另稱塔利班政權）是一個由伊斯蘭原教旨主義組織塔利班在阿富汗建立的伊斯兰神權酋長國，雖然阿富汗為聯合國會員國，但該政權两次建立均不被国际社會廣泛承認。
塔利班源於蘇阿戰爭時聖戰士中的部分團體，组织较为松散。在阿富汗内战年間不断发展，在战争期间持有“反軍閥混戰”的纲领，在阿富汗南部重鎮坎大哈继续发展，不断发动战争，於1996年9月27日攻陷首都喀布尔，翌年10月29日正式建國。此時塔利班尚未有效統治阿富汗全境，該國東北部約10%領土仍由拯救阿富汗伊斯兰联合阵线（通称“北方聯盟”）控制。
塔利班政府在1996年到2001年第一次統治阿富汗期間奉行極端伊斯蘭教政策，禁止所有女性外出工作和上學，對外極度封閉，阻撓人民出國旅遊、留學與經商，造成失學失業率居高不下、人民生活水準大幅倒退，阿富汗更成為世上文盲率最高的國家之一；2021年8月至今，塔利班重掌政权后，上述情况相较第一次执政时期有所改善（比如有限開放女性就学及就业），但仍被批遠不如伊斯兰共和国时期。塔利班第一次統治初期雖深得民心，其極端伊斯蘭原教旨主義宗教政策與嚴重侵犯人權行為備受國際社會批評，例如在足球場上、路邊和山區以石刑、斬首、槍決、絞刑等方式公開處決犯人，或規定女性若沒男性陪同絕不能外出。後來阿富汗爆發內戰，塔利班對哈扎拉族的種族屠殺更導致民怨日增。2001年發生九一一事件，美國向阿富汗宣戰，西方联军與北方联盟同年11月14日火速攻破喀布爾，宣告瓦解酋長國並建立共和；然而，塔利班勢力一直盤踞偏遠農村及巴基斯坦邊境山區，堅持「酋長國」法統，始终未被西方聯軍根除。
2021年，美軍撤出阿富汗，塔利班發動迅猛攻勢，擊潰親美共和國國軍並攻下大片國土，同年8月15日占領首都喀布爾，總統加尼逃到国外。8月17日阿富汗第一副总统阿姆鲁拉·萨利赫宣布依据阿富汗宪法就任代理总统，與國防部長比斯米拉·汗·穆罕默迪、阿富汗駐塔吉克斯坦大使阿格巴尔組成潘傑希爾抵抗勢力。2021年8月19日下午，塔利班正式宣布重建「阿富汗伊斯蘭酋長國」，定8月19日為國慶日，恢復第一次統治時期的國旗與國徽，組建政教合一的伊斯蘭酋长国政府，並向所有人保證公民及外交團體的安全。原阿富汗伊斯蘭共和國的阿富汗常駐聯合國代表古拉姆·伊薩克扎伊（英語：Ghulam M. Isaczai）則呼籲聯合國不要承認以武力奪權的政權。

## 歷史

### 塔利班崛起
蘇聯从阿富汗撤軍後，布爾漢努丁·拉巴尼等建立阿富汗伊斯蘭國。然而拉巴尼政權並不穩固，各派系常常發生武裝衝突。此時有一個毫不起眼的伊斯蘭學生組織崛起，名為塔利班，在普什圖語中意為「學生」，領導者為穆罕默德·奧馬爾。塔利班是一支由神學院學生組成的部隊，在1994年出現，以坎大哈為基地，並迅速壯大。在最初幾個月裡取得一連串軍事勝利，奪取了西南部九個省份。塔利班打著「铲除军阀、恢复和平、重建国家」和「建立真正伊斯蘭政府」旗號，聲稱不服從任何黨派，拒絕和談，視《古兰经》為法律，在戰場上的士兵也會帶著《古蘭經》。塔利班在攻占的地方建立統一的行政機構，恢復法院、學校、醫院等，贏得廣大民眾的支持。
1996年9月25日，塔利班攻克了喀布爾以東75公里的戰略重鎮，並向喀布爾推進。26日，塔利班部隊攻入喀布爾東部城區，並向市中心推進，與政府軍交戰。27日，塔利班攻占總統府，並控制喀布爾大部，政府軍退守喀布爾以北地區，並計劃反攻。占領喀布爾不久後，奧馬爾任命一個由六人組成的臨時委員會接管政權，處理政務。塔利班繼續追擊政府軍，政府軍退守東北部潘傑希爾山谷。10月，塔利班建立了以穆罕默德·奧馬爾為首的臨時政府，奧馬爾被伊斯蘭教神職人員推舉為最高宗教領袖。

### 內戰的持續

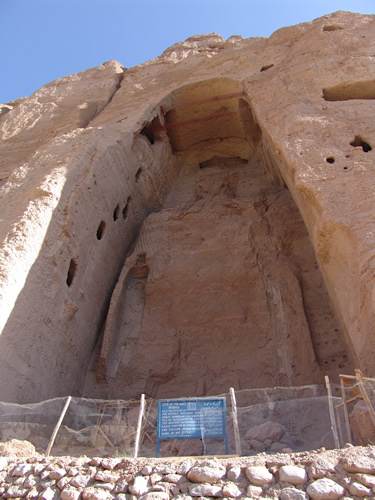
巴米扬大佛被毀後的遺址（2005年）

塔利班奪權後，使原本不少敵對的派系有了共同敵人。1996年9月28日，塔利班將前阿富汗人民民主黨總書記穆罕默德·納吉布拉從聯合國駐喀布爾辦事處中帶出施加酷刑處死，並將屍體吊在卡車上示眾。同年10月9日，前政府軍國防部長艾哈迈德·沙阿·马苏德領導的主要由塔吉克人組成的前政府軍武裝、與烏茲別克武裝和伊斯蘭黨武裝簽署一份共同對抗塔利班的協議，成立阿富汗「最高防禦委員會」，成立反塔利班的北方聯盟。協議規定如果任何一方受到塔利班攻擊，其它派系應給予支持。北方聯盟總兵力約6萬人，其地是在東北部的潘傑希爾山谷。然而由於內部派系本身的矛盾，使聯盟的作用很少，在戰事上常常失利。
1998年4月17日，在美國總統特使、駐聯合國大使比爾·理查森斡旋下，雙方同意停火，並在4月27日的聯合國和伊斯蘭會議的主持下，在伊斯蘭堡舉行會談。由於雙方存在嚴重分歧，會談很快便破裂，雙方重新交戰，發起進攻。1999年7月28日，已控制近90%領土的塔利班向北方聯盟發起大規模進攻，意圖取得阿富汗的完全控制權，以換得國際社會的承認，並奪取了北方聯盟的戰略重地巴格蘭空軍基地，不過聯盟很快便發動反攻，收復幾乎所有失地。2000年5月10日在沙烏地阿拉伯吉達舉行的會談中，雙方達成停火協議，同意交還戰俘。但在9月，雙方又發生激戰，塔利班奪取了塔盧坎，但很快被馬蘇德指揮的軍隊奪回。
在伊斯蘭酋長國五年的歷史中，塔利班政權根據伊斯蘭教法學哈乃斐派和奧馬爾毛拉的宗教法令來解釋伊斯蘭教法。塔利班禁止豬肉和酒精，許多類型的消費技術，例如大多數音樂，電視和電影，以及大多數形式的藝術，例如繪畫或攝影，男性和女性參與體育運動，包括足球和國際象棋；放風箏和飼養鴿子或其他寵物等休閒活動也被禁止，根據塔利班的裁決，鳥類被殺死。電影院被關閉並改作清真寺。元旦和納吾肉孜節的慶祝活動被禁止。禁止拍照和展示圖片或肖像，因為塔利班認為這是一種偶像崇拜。女性禁止就業，女孩被禁止上學或上大學，被要求遵守男女隔離和用衣服遮蓋身體，並由男性陪同外出親戚們; 違反這些限制的人受到懲罰。男人被禁止剃掉鬍鬚，並被要求按照塔利班的喜好留長鬍鬚，並在家庭外戴頭巾。共產黨人被系統地處決。禮拜被強制執行，那些在宣禮之後不遵守宗教義務的人將被逮捕。賭博被禁止，小偷會受到截手或截肢的懲罰。 2000年，塔利班領導人毛拉奧馬爾正式禁止阿富汗境內鴉片種植和非法毒品貿易；到2001年，塔利班成功地幾乎消滅了大部分鴉片生產（99%）。 在塔利班統治下的阿富汗，吸毒者和毒販都受到了迫害。受到嚴厲起訴。阿富汗的“童戲”習俗是阿富汗各省傳統上實行的一種少年愛，性奴隸及戀童癖，在塔利班政權六年的統治下也被禁止。
內閣部長和代表都是受過“伊斯蘭學校教育”的穆拉。其中一些人，例如衛生部長和國家銀行行長，主要是軍事指揮官，他們隨時準備在需要時離開行政職位去戰鬥。軍事上的逆轉將他們困在後方或導致他們死亡，這加劇了國家政府的混亂。在國家層面，“所有塔吉克族、烏茲別克族和哈扎拉族高級官僚”都被“替換為普什圖人，無論是否合格”。因此這些部委“基本上停止運作”。
拉希德將塔利班政府描述為“一個由坎達哈人管理的秘密社團……神秘、隱秘且獨裁”。他們沒有舉行選舉，正如他們的發言人所解釋的：
伊斯蘭教法不允許政治或政黨。所以我們不給官兵俸祿，只給糧食、衣服、鞋子、武器。我們想要過像1400年前先知那樣的生活，聖戰是我們的權利。我們想要重現先知的時代，我們只是在實現阿富汗人民過去14年來的願望。
他們的決策過程模仿了普什圖部落議會以及他們認為的早期伊斯蘭模式。討論之後，“信徒”們達成了共識。 在佔領喀布爾之前，有人傳言一旦“好穆斯林”政府掌權，法律和秩序就會恢復，就會下台。
隨著塔利班權力的增長，毛拉奧馬爾在沒有諮詢支爾格會議和該國其他地區的情況下做出了決定。其中一個例子是支爾格大會拒絕驅逐奧薩馬·本·拉登的決定。毛拉奧馬爾在執政期間只訪問過首都喀布爾兩次。他們領導人的合法性不是選舉，而是來自模仿先知穆罕默德和正統哈里發時期的效忠誓言。1996年4月4日，奧馬爾毛拉從其神殿基爾卡謝里夫奪走了“穆罕默德的斗篷”，60年來首次。他將自己包裹在聖物中，出現在坎大哈市中心一座建築物的屋頂上，而下面數百名普什圖毛拉高喊著“信士的長官！”，承諾支持。塔利班發言人毛拉瓦基爾解釋說：
決策基於信士的長官的建議。對我們來說，諮詢是沒有必要的。我們認為這符合伊斯蘭教法。我們遵守埃米爾的觀點，即使只有他一個人持這種觀點。不會有國家元首。相反，將會有一位信士的長官。奧馬爾毛拉將成為最高權力機構，政府將無法執行他不同意的任何決定。大選與伊斯蘭教法不相容，因此我們拒絕它們。
塔利班非常不願意分享權力，由於他們的成員絕大多數是普什圖族，他們以霸主的身份統治著60%的阿富汗其他民族。在喀布爾市議會或赫拉特等地方政府中，塔利班忠誠者而非當地人佔據主導地位，即使講普什圖語的塔利班無法與大約一半講達里語或其他語言的人口進行交流。批評者抱怨說，“城市管理中缺乏地方代表，使塔利班看起來像佔領軍”。

### 塔利班倒台
九一一事件發生後，美國認為發動是次恐怖襲擊的主謀是奧薩瑪·賓·拉登，聯合國安理會要求塔利班執行聯合國安理會第1333號決議，關閉恐怖份子訓練基地和交出賓·拉登。2001年10月7日，英美已組成聯軍進入阿富汗境內與當地的北方聯盟接觸。雙方其後達成協議，合作推翻塔利班政權。並在當天晚上進行空襲，攻擊塔利班和阿爾蓋達多個據點。聯軍在阿富汗迅速取得勝利，在11月13日北方聯盟部隊抵達喀布爾，標誌著塔利班在阿富汗全國的瓦解，殘餘的塔利班部隊撤退坎大哈周圍地區。12月，塔利班交出坎大哈的控制權，塔利班政權正式倒台。在美國的扶持下，建立阿富汗伊斯蘭共和國，取代舊的塔利班政權，哈米德·卡爾扎伊為第一任領導人。2003年5月和2003年6月，塔利班高级官员宣布塔利班人員已重新集结，准备发动游击战，目的是将美军驱逐出阿富汗。2004年底，当时的塔利班最高领导人穆罕默德·奥马尔宣布起事，對抗“美国及其傀儡”（即阿富汗伊斯蘭共和國），目標是“重新夺回塔利班對阿富汗的控制權”。

### 塔利班復辟
美國於2021年撤軍後，塔利班旋即發動迅猛攻勢擊潰共和國軍並攻下大片國土，終於8月15日占領喀布爾、正式瓦解阿富汗伊斯蘭共和國，並於19日宣告復辟酋長國。

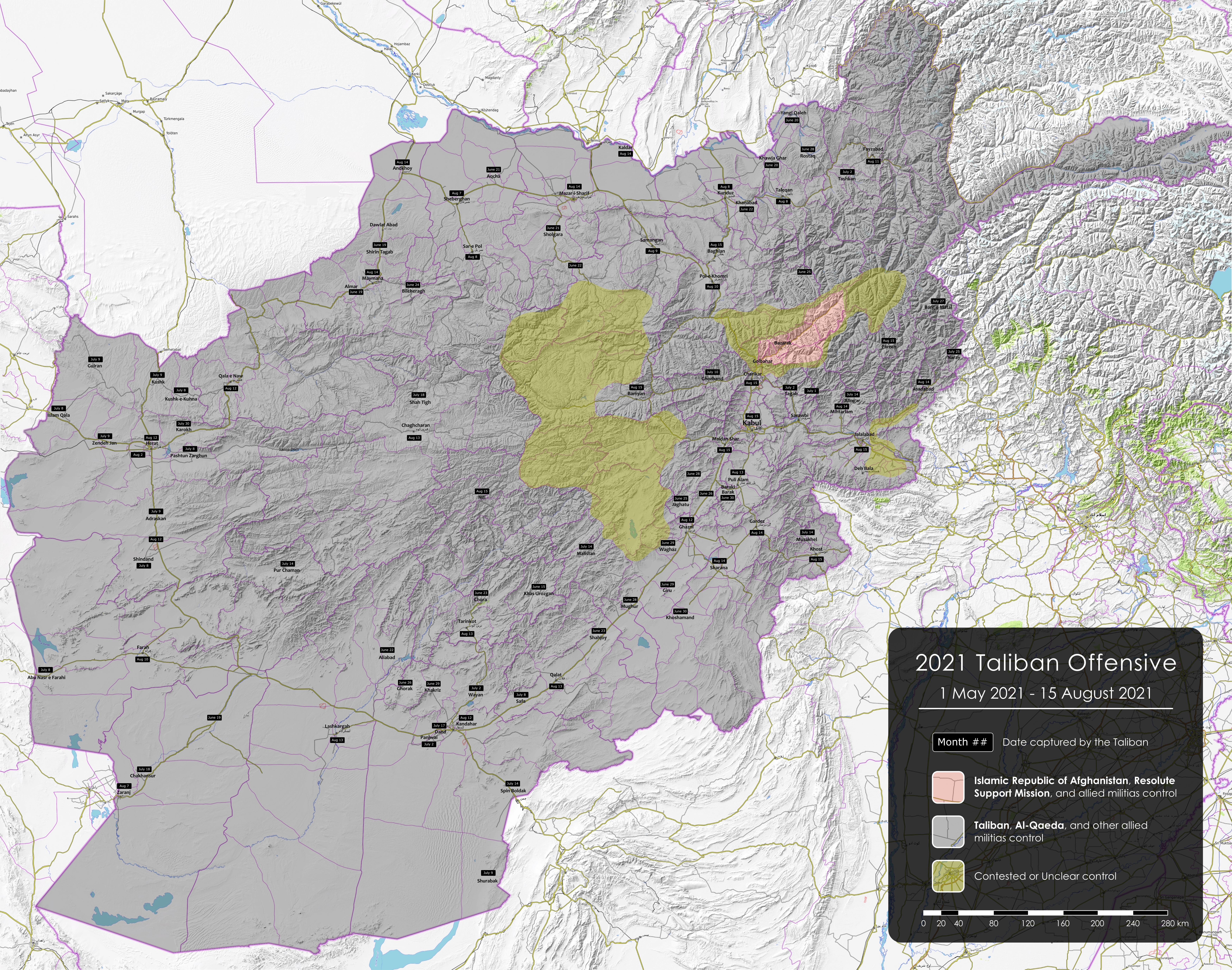
阿富汗伊斯蘭共和國政府控制（粉红）
塔利班控制（灰）
爭奪中或不明（黄）

2021年8月，塔利班為了恢復1996至2001年間以伊斯蘭教法嚴格掌控的阿富汗，在美軍撤軍阿富汗的同时大举进攻。2021年8月15日，塔利班已經奪下首都喀布爾及阿富汗第二、第三、第四大城坎達哈、赫拉特和马扎里沙里夫。美国、英国等国派出部队撤离大使馆人员和侨民，而塔利班则先后访问伊朗、巴基斯坦和中国等国以寻求支持，無後顧之憂地快速攻占原阿富汗政府控制的大多數國土，加速了控制阿富汗更多领土的步伐，并宣布坚持政治进程，8月15日塔利班进入喀布尔後总统阿什拉夫·加尼·艾哈迈德扎伊逃往國外，阿富汗内政部公告將成立由塔利班主导的临时政府，將商討如何和平進行權力過渡，而第一副總統阿姆魯拉·薩利赫則於8月17日依《阿富汗憲法》就任阿富汗伊斯蘭共和國看守總統，领导潘杰希尔抵抗势力繼續抵抗塔利班政權。8月19日，塔利班在喀布爾正式宣布重新建國，國號依然為「阿富汗伊斯蘭酋長國」，訂8月19日為國慶日。
2021年8月29日，塔利班高等教育代理部长哈卡尼宣布将允许女性接受高等教育，但禁止男女合班，9月中宣布允許男性學生與教師可重返中學受教與教書，等於禁止女性接受中等教育，隨後陸續禁止女性進入公園、遊樂場與健身房，並命令女性需以全包覆才可外出。2021年9月7日，阿富汗塔利班宣布组建临时政府，其中阿洪扎达為阿富汗的信仰领袖，職務為埃米爾，巴拉达尔則出任代理副總理。9月8日，阿富汗内政部宣布示威抗议活动需要事先取得司法部的许可并向安全部门报备。未经许可的示威抗议活动都将受到法律制裁。9月11日，阿富汗总理穆罕默德·哈桑·阿洪德在前政府的总统府外升起塔利班旗帜，被认为是标志着新政府正式开始工作。9月12日，卡塔尔副首相兼外交大臣阿勒萨尼率團訪問阿富汗並會見塔利班临时政府代理总理哈桑·阿洪德。这是塔利班组建临时政府以來首个到访阿富汗的國家領導人代表团。
2021年11月10日，阿富汗塔利班发言人表示，近三个月以来，阿富汗临时政府已逮捕600名伊斯兰国武装分子。2023年7月，塔利班勸善懲惡部下令全國美容院需在一個月內關閉，迫使女性僅剩的合法少數社交與收入來源被剝奪。

## 經濟

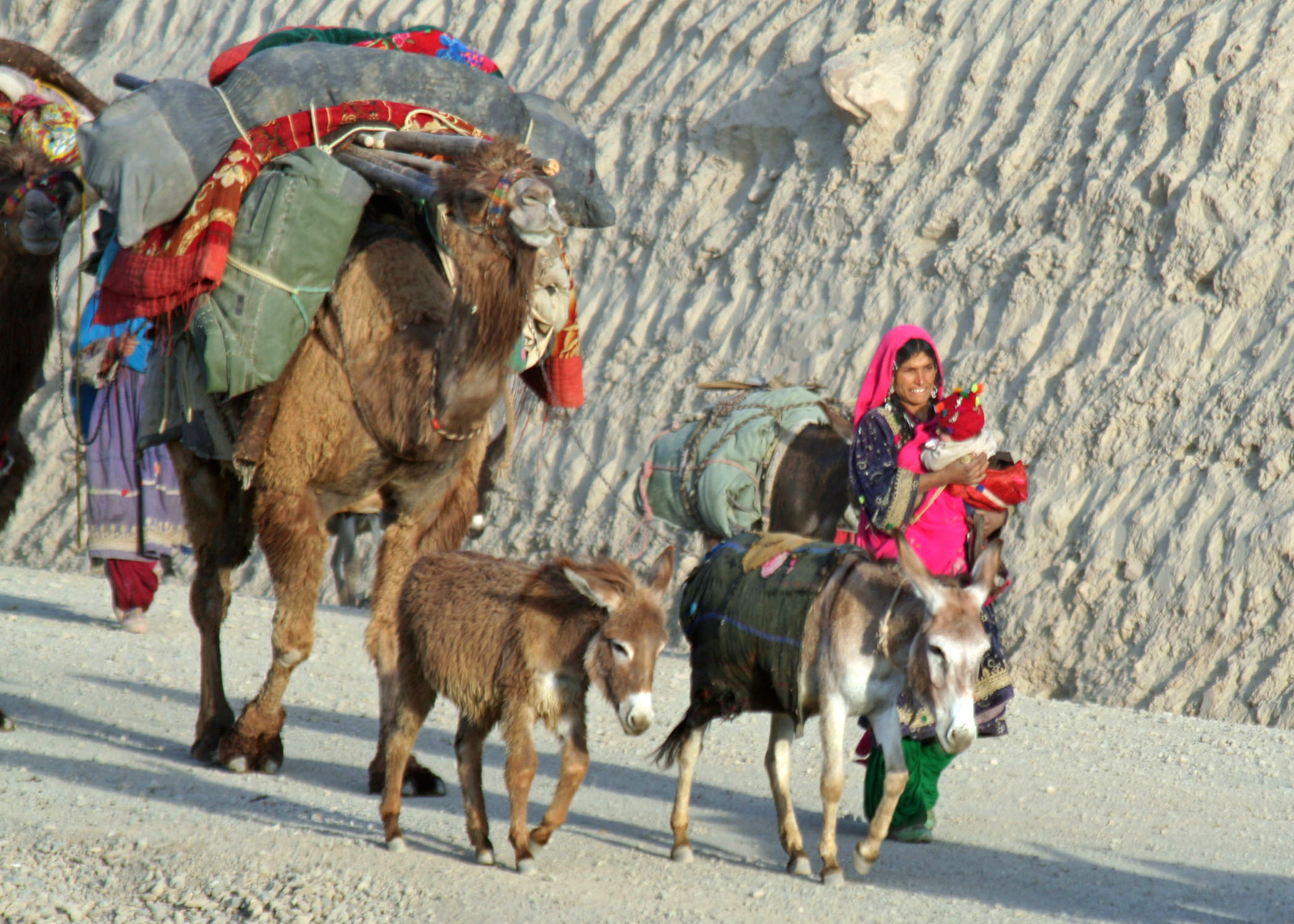
阿富汗即使到了21世紀仍以傳統農業社會為主，百姓以獸類作为生產力來源而少見機械和汽車

阿富汗地理位置處於內陸、不臨近海域，發展商貿的先天條件並不理想，產業活動基本以農業為主，又因政治局勢不穩而飽受影響，導致長年貧困。
在塔利班第一次建立阿富汗伊斯蘭大公國時，阿富汗已受到長達近20年的戰爭摧殘，許多農業灌溉系統被破壞，工廠被炸毀，農工業產量急劇下降，國內經濟蕭條，城市的失業率居高不下，就業機會，乃至日用物品都極為缺乏。期間阿富汗經濟毫無建樹，唯一不斷增長是罌粟的種植和鴉片的生產。

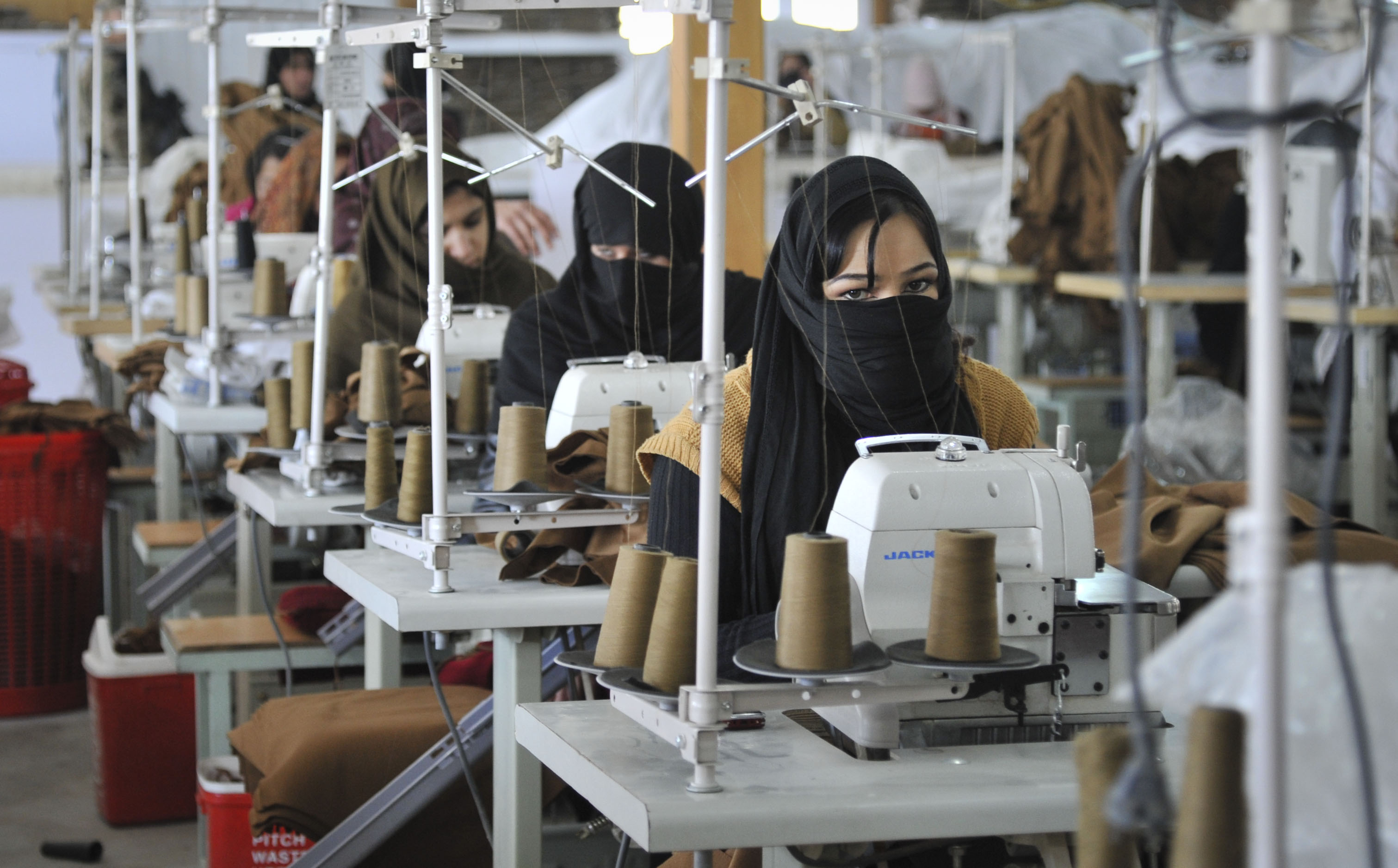
紡織廠

阿富汗伊斯蘭共和國建立後，西方投入數以百億美元的國際援助，農業的恢復以及市場機制的重新建立，讓阿富汗經濟有所恢復，但多數人還是赤貧狀態。由於不穩定的政治局勢，較高端的商業投資僅限於首都有軍力保護的幾個商業區，其他地區依然是小農經濟狀態，高度依賴外援。尤其由塔利班組織掌控的西南部大片領土無人敢涉足，經濟活動明顯較不活躍。如今塔利班建立的阿富汗伊斯蘭大公國復辟後更是如此。

### 毒品

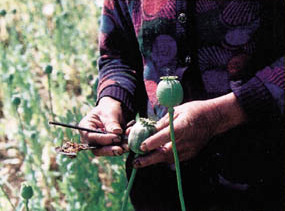
阿富汗是罌粟最大產地

在阿富汗伊斯蘭大公國統治之下，飽受戰亂的阿富汗不論農工產業都大受影響。由於罌粟的收入是大麥的10倍，農民紛紛投入罌粟種植，全国大部分省都有罂粟种植，面积十分广泛。在1994至2000年間，阿富汗约有200,000户家庭依靠种植鸦片获得收入，大量勞動力人口的投入也反映在阿富汗毒品產業的發展上。1992年起，阿富汗超越拉丁美洲地区、金三角等地，成为世界上最大的罌粟產地、鸦片生产国與大麻生产国。2000年，阿富汗罌粟輸出量全球占比達75%，歐洲80%海洛因和美洲部份海洛因都是來自阿富汗。罌粟種植也成為阿富汗的經濟基礎，為政府提供穩定稅收。

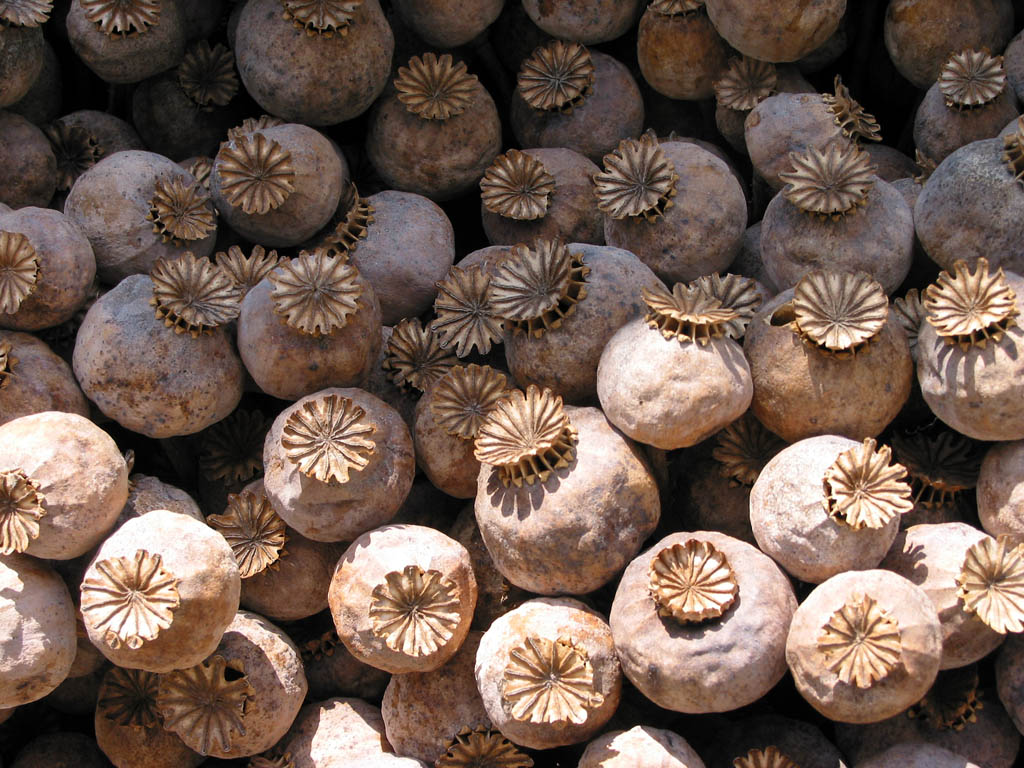
收获的罂粟果实

2001年，政府禁止人民種植罌粟，並取得不錯的成效，當時阿富汗一度不再是全球最大的鴉片生產國。不过此举被认为旨在获得联合国承认政權，不少观察者也指政府希望通过此举提高鸦片价格以使得阿富汗能从已有的大量库存中获利。与此同时，在北方聯盟所控制的地區也存在大肆種植罌粟的情况。隨後阿富汗戰爭爆發，禁毒計劃全盤瓦解，毒品種植再度盛行。据统计，在2007年里世界市场内92%的非药用鸦片来源于阿富汗。

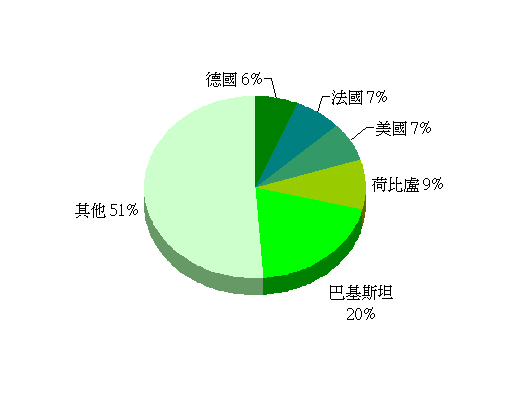
阿富汗2001出口貿易比例
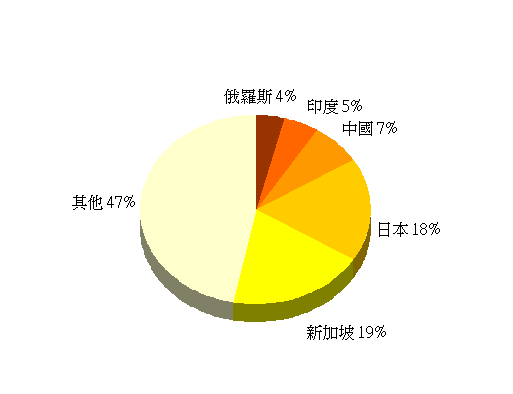
阿富汗2001进口貿易比例
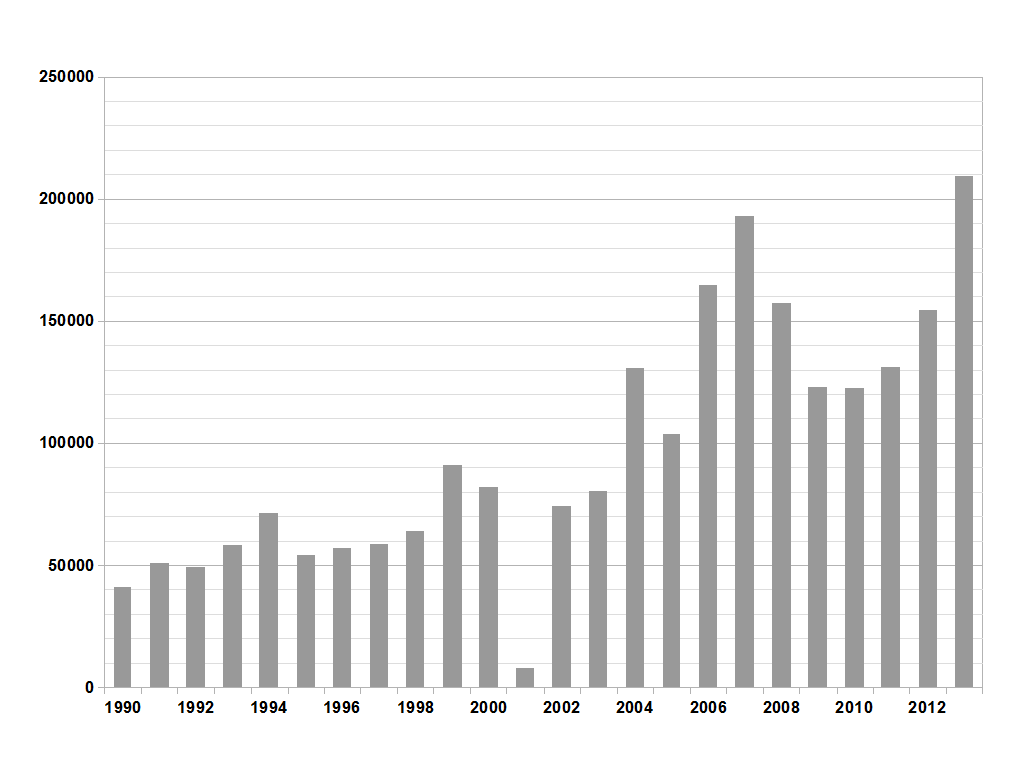
阿富汗罂粟种植面积, 1990－2013（公顷）

### 旅游

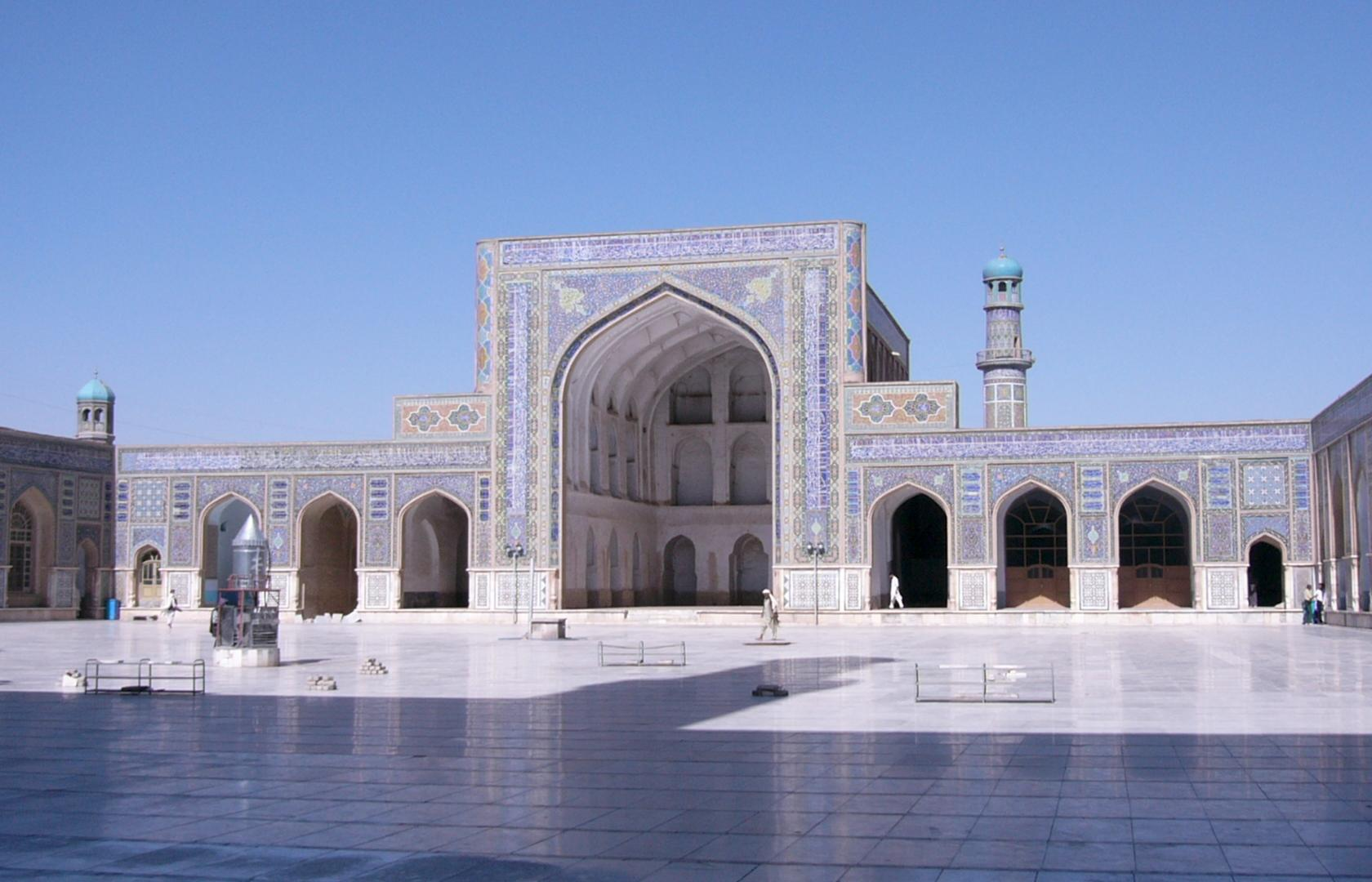
赫拉特的大清真寺

饱受战乱的阿富汗由于国内安全问题，每年光临的外国游客数量极少。目前大部分游客集中在首都喀布尔及巴米扬地区，以及阿富汗西部的赫拉特。物资的极度匮乏也造成了旅游设施的落后，住宿费用尤其高昂。

## 社會文化
塔利班于1996年—2001年第一次执政期间，試圖建立一個所谓的「真正伊斯蘭國家」，採取一系列极端激进的措施，宣称要"恢復伊斯蘭教的傳統生活方式"。政府規定國民須穿上伊斯蘭傳統服裝，男子須留鬍鬚，不能留西式長髮，婦女外出時要以面紗蒙面，且不能在沒有男性親屬陪同下外出。塔利班剝削了婦女的基本權利，婦女不能外出工作、受教育，同时關閉女子學校和喀布爾大學，禁止女性參與體育比賽。塔利班還建立宗教警察，監督教法的執行。此外，他们也關閉電影院和電視台、禁止使用網路及播放西方音樂。塔利班宣称法律以《可蘭經》為根據，如用石頭砸死通姦者、公开处决谋杀罪犯。由於阿富汗約70%教師都是女性，女性禁止工作使不少學童失去受教育機會，阿富汗更成為文盲率最高的國家之一。公共場所幾乎完全隔絕男女之間的接觸，許多女病人因被禁止與男醫生接觸而失去治療機會。塔利班對什葉派的少數族群哈扎拉人進行殘酷壓迫，要求他們改信遜尼派，不容許異教的存在。1998年塔利班攻占馬扎里沙里夫後，屠殺了約6,000名哈扎拉人，使得當時大批哈扎拉人逃離阿富汗，前往巴基斯坦和伊朗。
塔利班最極端的基本教義措施，莫過於滅佛行動。2001年2月26日奧馬爾下令銷毀全國所有雕像，最備受國際關注的是位於巴米揚省，高37米和55米的兩座巴米揚大佛也難逃一劫，最終於3月12日用炸藥將大佛炸毀。

## 對外關係
塔利班政權建立之初，奧馬爾表示希望與所有國家建立良好關係，呼籲聯合國承認塔利班政權，恢復在聯合國的席位。然而大部份國家沒有承認此政權，部份甚至處於敵對狀態，僅有三個國家（巴基斯坦、阿拉伯联合酋长国和沙特阿拉伯）承認其政權合法性。由於未能獲得各國政府的承認，因此在無視各國政府反對的情況下，以炸毀巴米揚大佛之極端手段向國際社會報復。

### 與美國關係

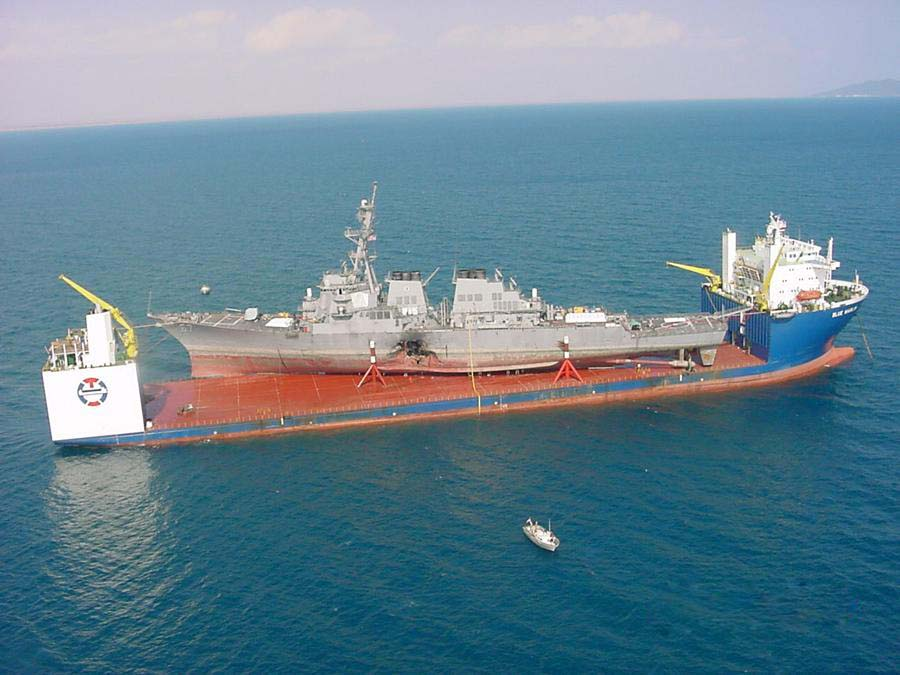
装载在半潜式运输船上的受损科爾號驅逐艦 (DDG-67)

美國是塔利班較早的支持者，最初目的是遏止伊朗和俄羅斯在中西亞的影響力。因此美國先是支持阿富汗伊斯蘭國前總理古勒卜丁·希克马蒂亚尔，但由於他不斷訓練恐怖份子和內戰，使美國政府失望，轉而支持北方聯盟。艾哈邁德·拉希德表示，美國在1994年至1996年期間透過其在巴基斯坦的盟友間接支援塔利班。華盛頓還希望塔利班支援總部位於美國的石油公司Unocal計劃的發展，塔利班同意美國加利福尼亞聯合石油公司建造一條從土庫曼經阿富汗到巴基斯坦的輸油管。以美國為首，聯同巴基斯坦、阿富汗和沙烏地阿拉伯的陣營，對抗伊朗、俄羅斯、中亞和印度的反塔利班陣營，使中亞的局勢更為緊張。1997年底，美國國務卿馬德琳·奧爾布賴特開始與美國與塔利班保持距離，總部位於美國的石油公司Unocal退出了中亞管道建設的談判。
1998年起，塔利班與各國關係惡化，失去原盟友支持成為其倒台主因。1998年8月17日，美國駐肯亞和坦桑尼亞大使館被炸，造成243人死亡，美國懷疑是賓·拉登的基地組織所為，並在8月20日轟炸其基地。此一舉動當然引起塔利班的不滿，使雙方關係惡化，而美國則埋怨阿富汗為賓·拉登提供庇護。1999年7月6日，美國開始對塔利班實施制裁，凍結其所有在美國的所有資產，美國公司不得在塔利班地區投資。10月，美國促使聯合國通過一項決議，限塔利班30天內交出賓·拉登，否則會發起新的制裁，包括凍結所有海外資產和禁止塔利班飛機飛出阿富汗領空。11月，巴基斯坦發生六宗針對美國和聯合國機構的火箭襲擊。2000年10月12日，美國的科尔号驱逐舰受到自殺式炸彈襲擊，17名美軍死亡。多宗針對美國的襲擊使塔利班與美國的關係已達到戰爭狀態。在2001年6月，雜誌《新聞觀察》透露了美國和俄羅斯打算入侵阿富汗，而印度和伊朗則會提供協助，從而鏟除阿富汗的塔利班政權。九一一袭击事件後，美國認為是基地組織所為，而塔利班拒絕交出策劃恐怖活動的嫌疑犯，於是美國在10月7日向阿富汗宣戰。
美国学者乔纳森·克里斯托尔 (Jonathan Cristol) 在接受帕尔格雷夫·麦克米伦 (Palgrave Macmillan) 关于美国与塔利班关系的采访时认为，塔利班领导人“一直愿意谈判，但从相对实力的角度来看，他们的目标不再是与塔利班建立友好关系。” 
2020年2月29日，特朗普政府与塔利班签署了有条件和平协议，协议要求如果塔利班遵守协议条款，外国军队将在14个月内完全撤出阿富汗。2020年3月起，美国开始逐步撤军直到2021年8月31日全部撤出。

### 與其他伊斯蘭國家的關係
塔利班的基本教義政策得到部分伊斯蘭國家的支持，包括巴基斯坦、阿联酋和沙特阿拉伯，并得到這些國家財政上的支持。只有這三個國家承認阿富汗伊斯兰酋长国合法性。沙烏地阿拉伯支持塔利班，不僅只表面上的宗教關係，還希望通過塔利班削弱伊朗在中亞的影響力。然而由於塔利班包庇賓·拉登，加上美國的施壓下，使兩國關係趨向惡化。
伊朗認為塔利班與美國、巴基斯坦和沙烏地阿拉伯建立關係，聯合對抗伊朗，因此一開始對塔利班政權並不友善。塔利班是屬於遜尼派，而伊朗是什葉派，擔心塔利班會煽動國內遜尼派活動，影響政權的穩定性，因此伊朗是支持北方聯盟。1998年塔利班占馬扎里沙里夫後，綁架了10名伊朗外交官和1名記者，並殺害其中9人。伊朗政府指責塔利班的行為，同時在邊境部署20萬軍隊部進行演習，塔利班亦部署2萬5千名軍隊嚴陣以待，兩國關係極為緊張。最終在國際的調停下，塔利班同意交還伊朗外交官的屍體，關係才得以緩和。

### 與中華人民共和國的關係
塔利班的第一次勝利引起了中亞五國的關注和俄羅斯、中華人民共和國的震驚，這些國家擔心戰火和伊斯蘭化會蔓延。1996年10月4日，俄羅斯與中亞五國在阿拉木圖舉行會議，發表聯合聲明，保障獨立國協的邊境安全。同時，俄羅斯杜馬呼籲國際對阿富汗實施武器禁運，凍結阿富汗在國外銀行的財產，對阿富汗進行空中封鎖。2000年塔利班承認伊奇克里亞車臣共和國政府，並提供武器，使兩國關係走向無法挽回的地步。塔利班表明如果受到俄羅斯的攻擊，便會向俄及其盟友全面反擊。這使俄羅斯、中華人民共和國在中亞與阿富汗邊境地區部署大量軍隊，這樣阿富汗便四面受敵，政權走向崩潰 。
2021年7月28日，阿富汗塔利班政治委员会负责人巴拉达尔与中国国务委员兼外长王毅在天津会见。8月19日，阿富汗塔利班宣布重新建立阿富汗伊斯蘭酋長國。9月7日，阿富汗塔利班宣布成立临时政府。尽管中国暂未承认塔利班新政府，但中国大使馆仍驻留当地。10月31日，一批45吨重的阿富汗松子从喀布尔机场出发，并于次日抵达上海浦东机场，这是阿富汗伊斯兰酋长国首次与中国进行贸易。
2023年12月1日，阿富汗塔利班政府任命的驻华大使比拉勒·卡里米（Bilal Karimi）在北京向中华人民共和国外交部礼宾司司长洪磊递交国书副本，塔利班政府同時宣布，中国已正式接受其驻北京大使，中华人民共和国成为自阿富汗塔利班政府復辟以來第一个接待塔利班大使的国家。2024年1月30日，中华人民共和国领导人习近平接受塔利班驻华大使卡里米递交的国书。

### 與俄羅斯的關係
2025年7月3日，俄驻阿大使会见阿富汗伊斯兰酋长国外交部长穆塔基，宣布俄罗斯决定承认阿富汗伊斯兰酋长国临时政府，成为塔利班政權復辟後首个正式承认该政权合法性的主权国家。

### 與国际關係
2021年8月12日，聯合國的12个国家和歐盟發布聯合聲明，稱如果塔利班通過武力奪取政權將不會承認新成立的阿富汗政府。

## 政治
2021年塔利班再次接管政权，並就该国下一阶段向阿富汗人民和国际社会发出了保证訊息，并确认进行组建包容性政府的谈判。發言人稱塔利班承诺根据伊斯兰教法尊重妇女和少数民族的权利以及言论自由，并指出该运动并不排斥任何人，正如州长等职位上就职人员所证明的那样。并强调，塔利班不会允许任何人利用阿富汗领土针对任何一方，称塔利班不想干涉别国事务，也不会允许别国干涉阿富汗事务。但事實上，阿富汗國內的政治空間隨著戰事平定之後一步步收窄，塔利班亦逐漸剝奪原先答應維持的女性人權和自由。

### 塔利班领导人
| 普什图语姓名      | 中文译名                   | 身份或职责                       | 备注                                |
| ----------------- | -------------------------- | -------------------------------- | ----------------------------------- |
| هبت الله اخونزاده | 毛拉韦海巴图拉·阿洪扎达    | 信士的埃米尔                     | 2016年接任最高领导人                |
| عبدالغنی برادر    | 毛拉阿卜杜勒·加尼·巴拉达尔 | 第一副埃米尔，主管政治事务       | 参与多哈谈判 2010年被捕，2018年获释 |
| ملا محمد يعقوب    | 穆拉穆罕默德·雅各布        | 第二副埃米尔，主管军事           | 穆罕默德·奥马尔之子                 |
| سراج الدين حقاني  | 毛拉西拉朱丁·哈卡尼        | 第三副埃米尔，“哈卡尼网络”指挥官 | 贾拉鲁丁·哈卡尼之子                 |
| عبدالحکیم حقاني   | 阿卜杜勒·哈基姆·哈卡尼     | 首席法官                         |                                     |

## 人權

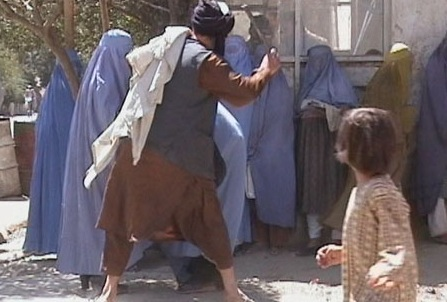
2001年8月26日，一名塔利班宗教警察在喀布爾毆打一名婦女。由阿富汗婦女革命協會拍攝。

### 女性人权
在塔利班統治時期，酋長國普遍存在對婦女的殘酷鎮壓。宗教警察經常實施暴力侵害行為。例如，塔利班頒布法令禁止婦女接受教育，迫使女孩離開學校和大學。婦女離開家時必須有男性親屬陪同，並必須穿著罩袍，這是一種覆蓋整個身體的傳統服裝，只有一條小縫可以看到。那些被指控不服從的人遭到公開毆打。在一個案例中，一位名叫索海拉的年輕女子在與一名非親屬男子散步後被指控犯有通姦罪。她在加濟體育場遭到公開鞭打，共被鞭打100下。 女性就業僅限於醫療部門，禁止男性醫務人員治療婦女和女童。對婦女就業的廣泛禁止進一步導緻小學普遍關閉，因為塔利班崛起之前幾乎所有教師都是女性，這進一步限制了女孩和男孩接受教育的機會。塔利班控制首都後，限制變得尤其嚴格。例如1998年2月，宗教警察強迫所有婦女離開喀布爾的街道，並頒布了新規定，命令人們將窗戶塗黑，以便從外面看不到婦女。
塔利班于2021年重新掌控阿富汗政局后，中止了《2004年阿富汗宪法》和所有国内立法，特别是《消除暴力侵害妇女行为法》，并废除了促进性别平等和防止性别暴力的机构和机制，如阿富汗独立人权委员会和妇女事务部，塔利班发言人Zabihullah Mujahid曾在新闻发布会上强调，“我们将允许妇女工作和学习……妇女将在社会中非常活跃，但要在伊斯兰教的框架内”。据联合国阿富汗人权状况特别报告员和歧视妇女和女童问题工作组于2023年做出的报告来看，阿富汗妇女和女童依旧在遭受系统性歧视，塔利班自2021年9月至2023年5月期间不断颁布法令、命令、宣言和指令以限制女性权利，包括女性的行动、着装和行为自由，以及女性获得教育、工作、医疗和司法服务的机会。2024年3月24日，塔利班宣布將恢復針對通姦女性的公開鞭刑和石刑。同年8月21日，塔利班颁布《弘扬美德和防止罪恶法》，该法中限制性最强的条款包括禁止音乐和妇女在公共场合唱歌或朗读等，联合国人权事务高级专员沃尔克·图尔克呼吁立即废除这项恶劣的法律，阿富汗人权状况特别报告员理查德·贝内特表示：该法的颁布进一步使塔利班对女性的迫害体制化。

### 娱乐活动
1996年至2001年塔利班統治期間，他們禁止了許多娛樂活動和遊戲，例如足球、放風箏和國際象棋。電視、電影院、樂器伴奏音樂、錄像機和衛星天線等一般娛樂活動也被禁止。禁止物品清單中還包括“樂器和配件”以及所有生物的視覺表現。
據報導，當阿富汗兒童因放風箏這一非常受歡迎的活動而被發現時，他們就會遭到毆打。當卡勒德·胡賽尼通過1999年的新聞報導得知塔利班禁止放風箏時，他認為這一限制特別殘酷，這一消息“引起了他個人的共鳴”，因為他是伴隨著這項運動長大的，住在阿富汗。胡塞尼有動力寫一篇25頁的短篇故事，講述兩個男孩在喀布爾放風箏的故事，後來他將其發展成他的第一部小說《追風箏的人》。

## 行政区划

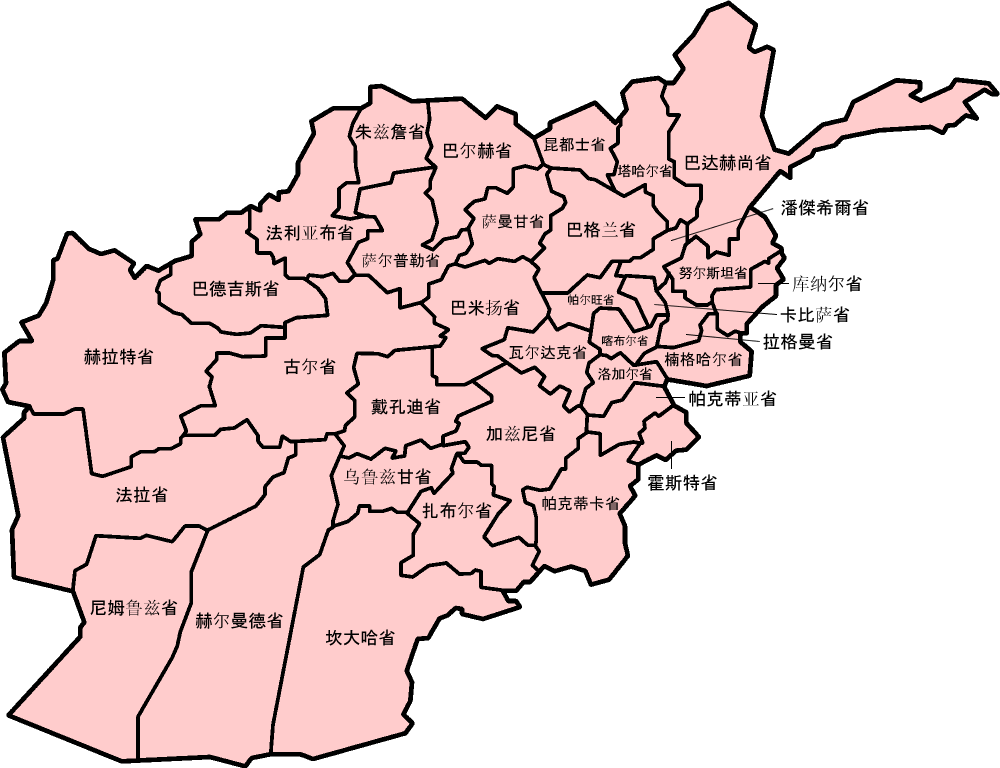
阿富汗行政區圖

阿富汗分為34個省（velayat），省下設縣、区、乡、村，首都为喀布尔。
| 省份       | 地圖編號 | ISO 3166-2:AF | 駕駛執照編號 | 省會           | 人口（2015年） | 面積（平方公里） | 縣份數量 | 聯合國分區 |
| ---------- | -------- | ------------- | ------------ | -------------- | -------------- | ---------------- | -------- | ---------- |
| 巴達赫尚省 | 30       | AF-BDS        | BDN          | 法扎巴德       | 950,953        | 44,059           | 29       | 東北阿富汗 |
| 巴德吉斯省 | 4        | AF-BDG        | BDG          | 瑙堡           | 495,958        | 20,591           | 7        | 西阿富汗   |
| 巴格蘭省   | 19       | AF-BGL        | BAG          | 普勒胡姆里     | 910,784        | 21,118           | 16       | 東北阿富汗 |
| 巴爾赫省   | 13       | AF-BAL        | BLH          | 馬扎里沙里夫   | 1,325,659      | 17,249           | 15       | 西北阿富汗 |
| 巴米揚省   | 15       | AF-BAM        | BAM          | 巴米揚         | 487,218        | 14,175           | 7        | 西阿富汗   |
| 代孔迪省   | 10       | AF-DAY        | DYK          | 尼利           | 507,339        | 18,088           | 8        | 西南阿富汗 |
| 法拉省     | 2        | AF-FRA        | FRH          | 法拉           | 507,405        | 48,471           | 11       | 西阿富汗   |
| 法里亞布省 | 5        | AF-FYB        | FYB          | 邁馬納         | 998,147        | 20,293           | 14       | 西北阿富汗 |
| 加茲尼省   | 16       | AF-GHA        | GAZ          | 加茲尼         | 1,228,831      | 22,915           | 19       | 東南阿富汗 |
| 古爾省     | 6        | AF-GHO        | GHR          | 恰赫恰蘭       | 790,296        | 36,479           | 10       | 西阿富汗   |
| 赫爾曼德省 | 7        | AF-HEL        | HEL          | 拉什卡爾加     | 924,711        | 58,584           | 13       | 西南阿富汗 |
| 赫拉特省   | 1        | AF-HER        | HRT          | 赫拉特         | 1,890,202      | 54,778           | 15       | 西阿富汗   |
| 朱茲詹省   | 8        | AF-JOW        | JZJ          | 希比爾甘       | 540,255        | 11,798           | 9        | 西北阿富汗 |
| 喀布爾省   | 22       | AF-KAB        | KBL          | 喀布爾         | 4,372,977      | 4,462            | 18       | 中阿富汗   |
| 坎大哈省   | 12       | AF-KAN        | KRD          | 坎大哈         | 1,226,593      | 54,022           | 16       | 東南阿富汗 |
| 卡比薩省   | 29       | AF-KAP        | KPS          | 馬哈茂德埃拉基 | 441,010        | 1,842            | 7        | 中阿富汗   |
| 霍斯特省   | 26       | AF-KHO        | KST          | 霍斯特         | 574,582        | 4,152            | 13       | 東南阿富汗 |
| 庫納爾省   | 34       | AF-KNR        | KNR          | 阿薩達巴德     | 450,652        | 4,942            | 15       | 東北阿富汗 |
| 昆都士省   | 18       | AF-KDZ        | KDZ          | 昆都士         | 1,010,037      | 8,040            | 7        | 東北阿富汗 |
| 拉格曼省   | 32       | AF-LAG        | LGM          | 米特拉姆       | 445,588        | 3,843            | 5        | 東阿富汗   |
| 洛加爾省   | 23       | AF-LOG        | LGR          | 佩爾埃阿林     | 392,045        | 3,880            | 7        | 中阿富汗   |
| 楠格哈爾省 | 33       | AF-NAN        | NGR          | 賈拉拉巴德     | 1,517,388      | 7,727            | 23       | 東阿富汗   |
| 尼姆魯茲省 | 3        | AF-NIM        | NRZ          | 扎蘭季         | 164,978        | 41,005           | 5        | 西南阿富汗 |
| 努爾斯坦省 | 31       | AF-NUR        | NUR          | 帕倫           | 147,967        | 9,225            | 7        | 東北阿富汗 |
| 帕克蒂亞省 | 24       | AF-PIA        | PAK          | 加德茲         | 551,987        | 6,432            | 11       | 東南阿富汗 |
| 帕克蒂卡省 | 25       | AF-PKA        | PKT          | 沙蘭           | 434,742        | 19,482           | 15       | 東南阿富汗 |
| 潘傑希爾省 | 28       | AF-PAN        | PJR          | 巴薩拉克       | 371,902        | 3,610            | 7        | 中阿富汗   |
| 帕爾旺省   | 20       | AF-PAR        | PRN          | 恰里卡爾       | 664,502        | 5,974            | 9        | 中阿富汗   |
| 薩曼甘省   | 14       | AF-SAM        | SAM          | 薩曼甘         | 387,928        | 11,262           | 5        | 西北阿富汗 |
| 薩爾普勒省 | 9        | AF-SAR        | SRP          | 薩爾普勒       | 559,577        | 16,360           | 7        | 西北阿富汗 |
| 塔哈爾省   | 27       | AF-TAK        | TAK          | 塔盧坎         | 983,336        | 12,333           | 16       | 東北阿富汗 |
| 烏魯茲甘省 | 11       | AF-URU        | ORZ          | 塔林科特       | 386,818        | 12,696           | 6        | 西南阿富汗 |
| 瓦爾達克省 | 21       | AF-WAR        | WDK          | 邁丹城         | 596,287        | 9,934            | 9        | 中阿富汗   |
| 扎布爾省   | 17       | AF-ZAB        | ZBL          | 卡拉特         | 304,126        | 17,343           | 9        | 東南阿富汗 |